# Google尋人工具
Google尋人工具 是一個開源網頁应用程序。它為受自然災害影響的家庭、倖存者提供信息交換。最早由Google工程師在2010年海地地震中發佈投入使用。
Google尋人工具由Python語言開發，采用PFIF协议，并在Google應用服務引擎上運行。它的數據庫和應用程式介面基於2005年為卡崔娜飓风尋人工程開發的PFIF。

## 歷史
2010年海地地震之後，Google工程師立即开始合作開發該軟件，软件基於已有的九一一空襲倖存者登記和PFIF数据标准。 Google也与美國國務院合作開發了小部件版本的Google尋人工具，並在美國國務院網站和其他网站上運行。Google尋人工具在海地地震3天以內（1月15日）發佈了英文，法文和海地克里奧爾語版本。
為了解決之前九一一襲擊事件和颶風卡崔娜事件中，不同組織均發佈了大量的尋人信息，但因為疏於整理而造成的信息煙囪問題，Google尋人工具整合了各個網站的尋人信息，包含CNN、邁哈密先驅報、紐約時報等。
Google的在海地地震中的工作促成了Google危機應對小組的成立，小组在后来的数个灾难中再次启动Google寻人工具，提供多种语言，与各种数据交换伙伴合作。

## 部署
Google尋人工具通常在一個多語言的危機应对頁面下運作。該頁面同時也提供其他信息，如衛星雲圖，庇護地點，路況信息，電力中斷信息。 在2011年日本東北地方太平洋近海地震中Google也利用Picasa平臺讓人們可以提交庇護所中的災民名單，之後再手動輸入Google尋人工具系統。
Google尋人工具重要的幾次部署包括：
- 2010年1月2010年海地地震 (72小時內啟動)[2]
- 2010年2月2010年智利大地震(1日內啟動)[2]
- 2010年6月2010年巴基斯坦洪災(因為當地沒有互聯網接入被認為是一次失敗)[2]
- 2011年2月2011年基督城地震 (3小時內啟動)[2]
- 2011年3月2011年日本東北地方太平洋近海地震(1小時內啟動)[2]
- 2011年10月2011年凡城地震(1小時內啟動)[2]
- 2013年4月2013年波士頓馬拉松爆炸案[8]
- 2013年4月2013年雅安地震(1日內啟動)[9]
- 2015年4月2015年尼泊尔地震[10]

該尋人系統截止於2011年3月15日已追蹤到202,400個名字 截止到2011年4月4日超過600,000人。

## 細節
根據PFIF建立的網站可以輕易傳輸，導出數據進行網頁採集網頁抓取。 軟件部件 共有兩個按鈕，一個是"我在尋找某人"，另一個是"我有某人的信息"。該部件可以輕易加載在任何一個網站中。
該尋人系統在2011年有幾次誤報。

## 外部連結
- 官方网站
- 開源項目站點, Google尋人系統
- haiticrisis.appspot.com, Google尋人系統, 2010年海地地震
- chilepersonfinder.appspot.com, Google尋人系統，2010年智利大地震
- japan.person-finder.appspot.com, Google尋人系統, 2011年日本東北地方太平洋近海地震